# Kal, Hrastnik
Kal je naselje v Občini Hrastnik. Naselje je dobilo ime po istoimenskem hribu.